# Straßburger Weihnachtsmarkt

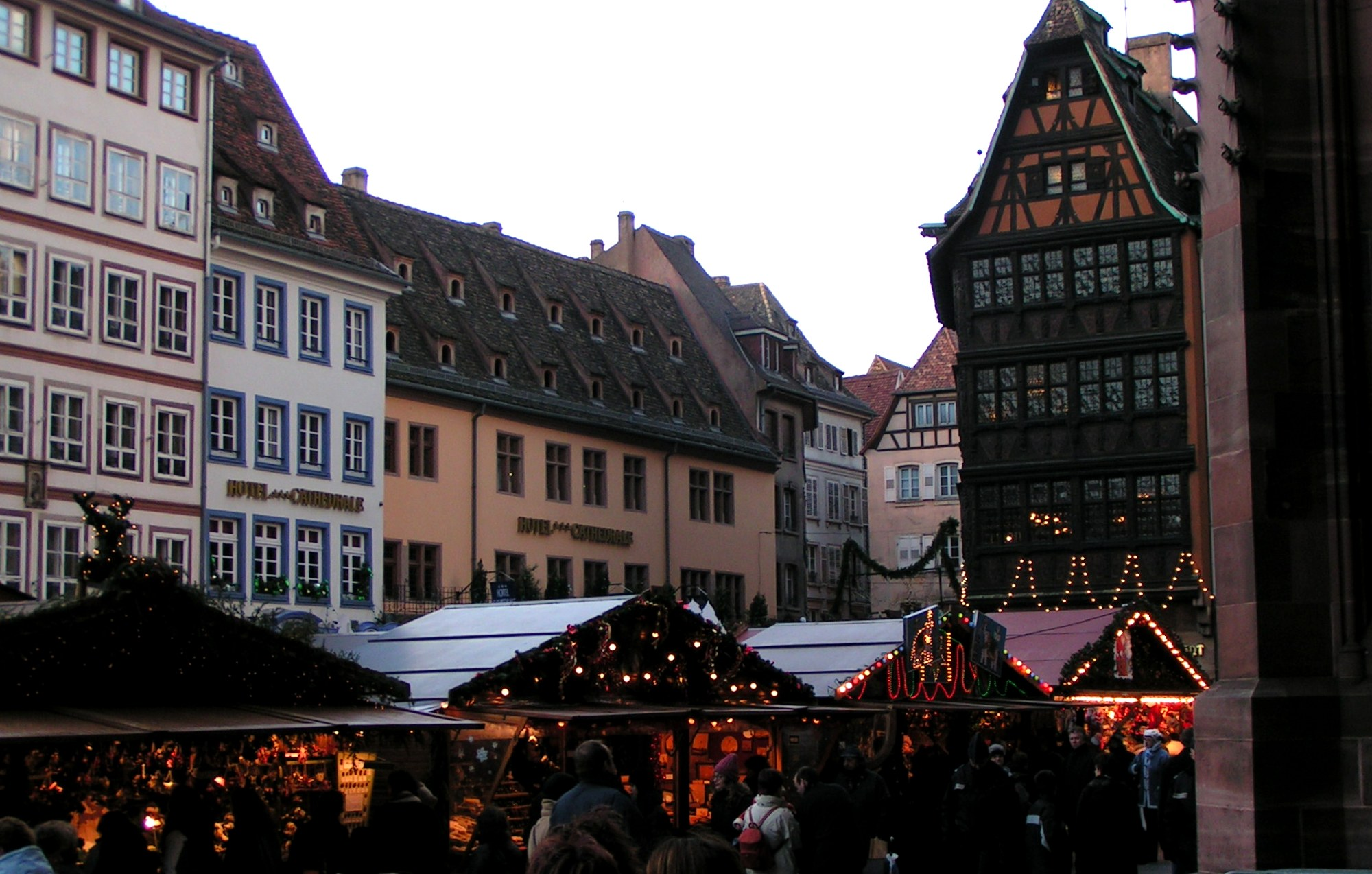
Weihnachtsmarkt vor dem Straßburger Münster

Der Straßburger Weihnachtsmarkt – regional auch Christkindelsmärik genannt – ist der Weihnachtsmarkt der elsässischen Stadt Straßburg. Er findet zwischen Ende November und Ende Dezember statt. Seine Entstehung geht auf das Jahr 1570 zurück. Daher gilt er als einer der ältesten Weihnachtsmärkte in Europa und ist der älteste in Frankreich. Zudem gilt er als einer der größten Weihnachtsmärkte außerhalb Deutschlands.

## Geschichte

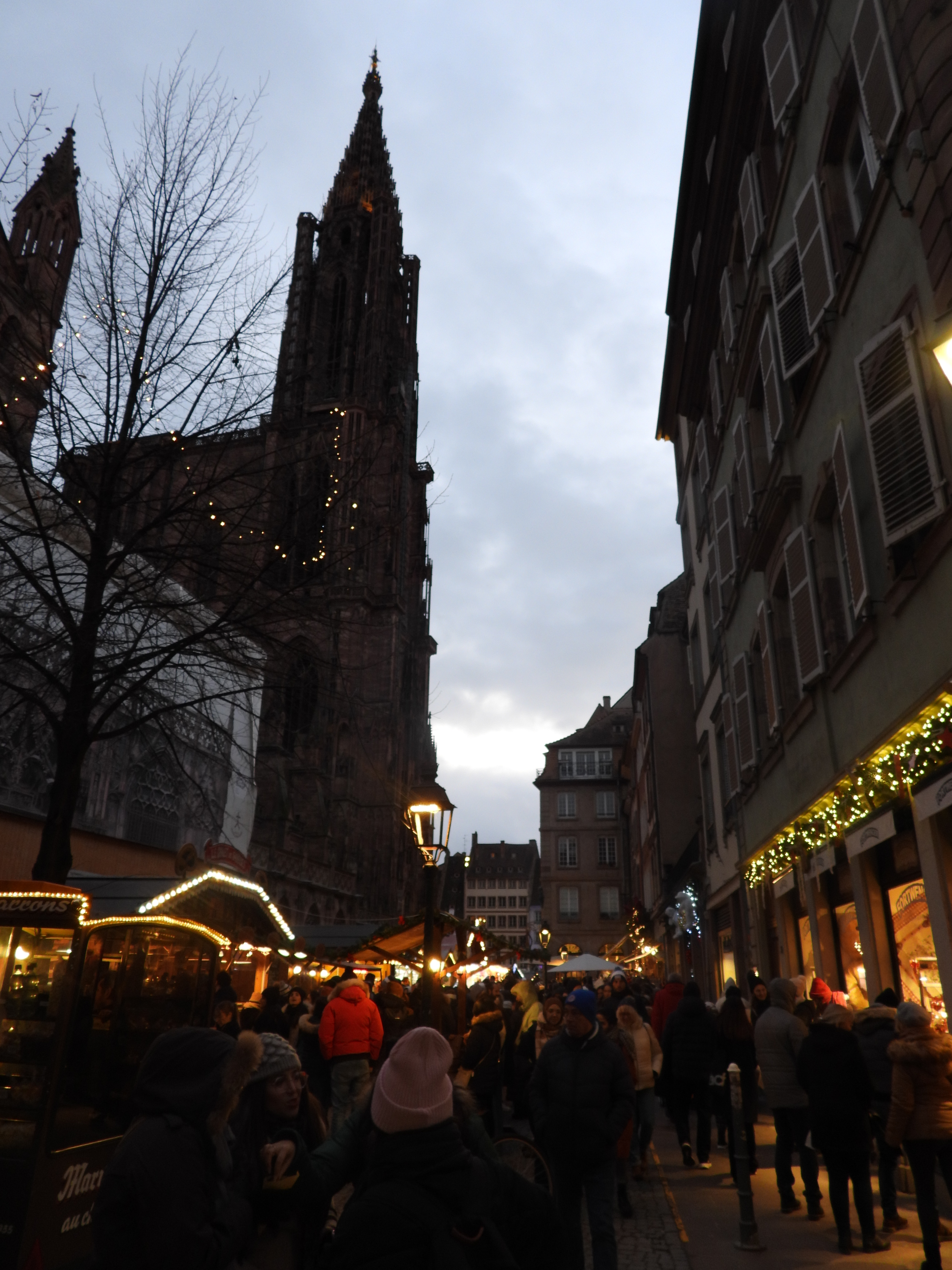
Weihnachtsmarkt auf dem Münsterplatz 2023

Bereits im Mittelalter fand um den 6. Dezember zum Nikolausfest rund um das Münster der „St. Klausenmarkt“ statt. Dabei wurden Geschenke an die Kinder verteilt. Aus dieser Zeit findet man in Rechnungsbüchern des Straßburger Münsters von 1492 diesen Eintrag „Item koufft 9 Tannen in die 9 Kirchspill, das gut johr darjnn zu empfohen, und darum geben 2 (Schilling)“ (Wir haben 9 Tannen für die 9 Kirchspiele gekauft, um das gute Jahr zu begrüßen, für 2 Schilling).
Mit der Protestantisierung Straßburgs im 16. Jahrhundert wurde der St. Klausenmarkt abgeschafft, da er nun als Ausdruck der Heiligenverehrung abgelehnt wurde. Ab 1570 fand stattdessen einige Tage vor Weihnachten auf dem Münsterplatz und vor dem Rathaus der sogenannte Christkindelsmärik statt. Eine weitere frühe urkundliche Erwähnung des Christkindlesmarkts war 1605.
1830 zog er auf den Kléberplatz um und 1870 auf die Place Broglie, wo er über ein Jahrhundert lang blieb. Erst ab den 1990er Jahren wurde der Markt vergrößert und auf die gesamte Altstadt auf der Grande Île ausgedehnt.
Am 11. Dezember 2018 fand auf dem Weihnachtsmarkt nahe des Kléberplatzes ein islamistischer Terroranschlag statt, bei dem fünf Menschen starben und elf weitere teilweise schwer verletzt wurden. Der Attentäter Chérif Chekatt wurde zwei Tage später bei einem Schusswechsel mit der Polizei getötet.

## Größe und Besucherzahlen

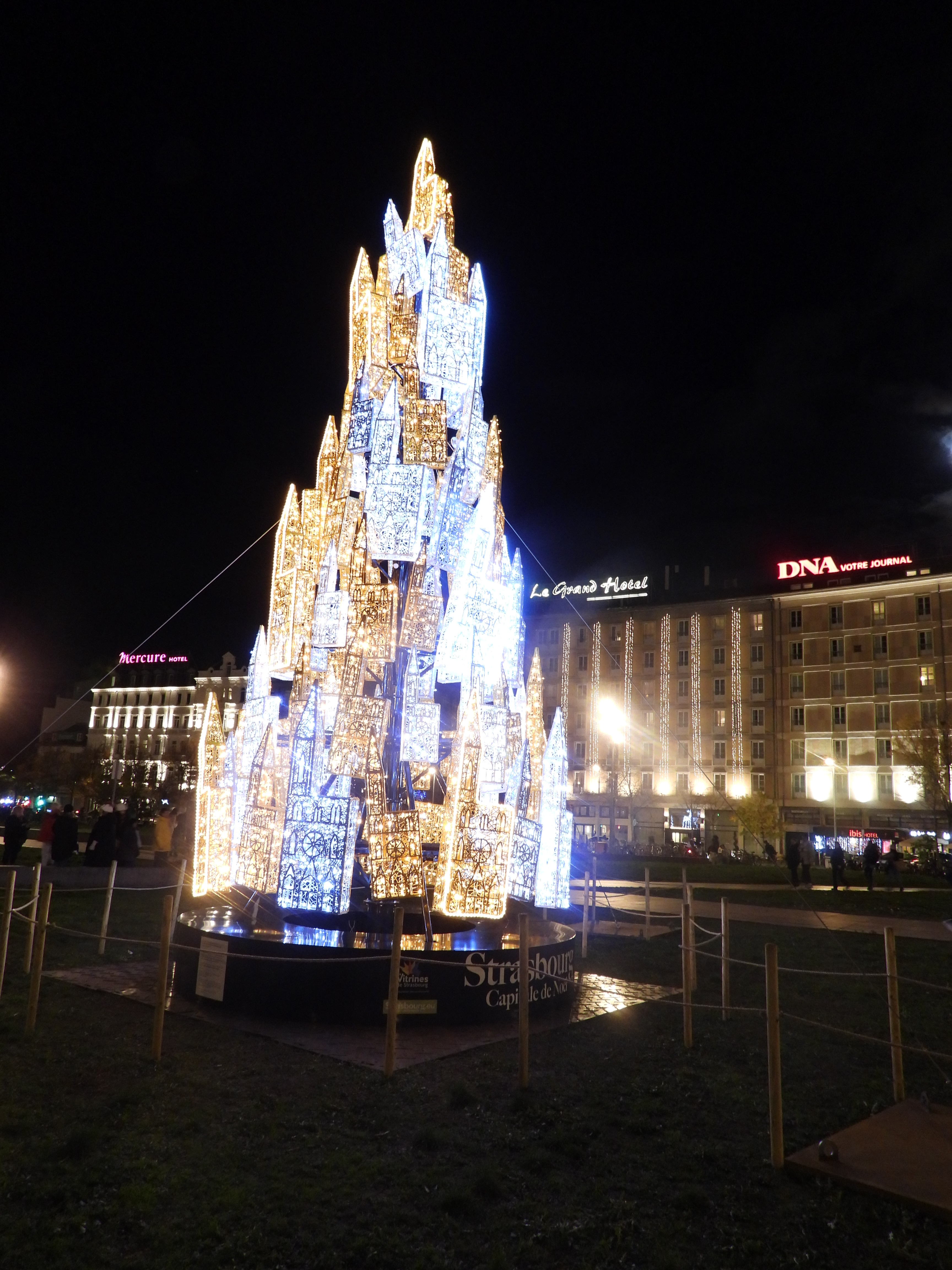
Weihnachtsschmuckmodell auf dem Bahnhofsvorplatz mit stilisierten Münstern

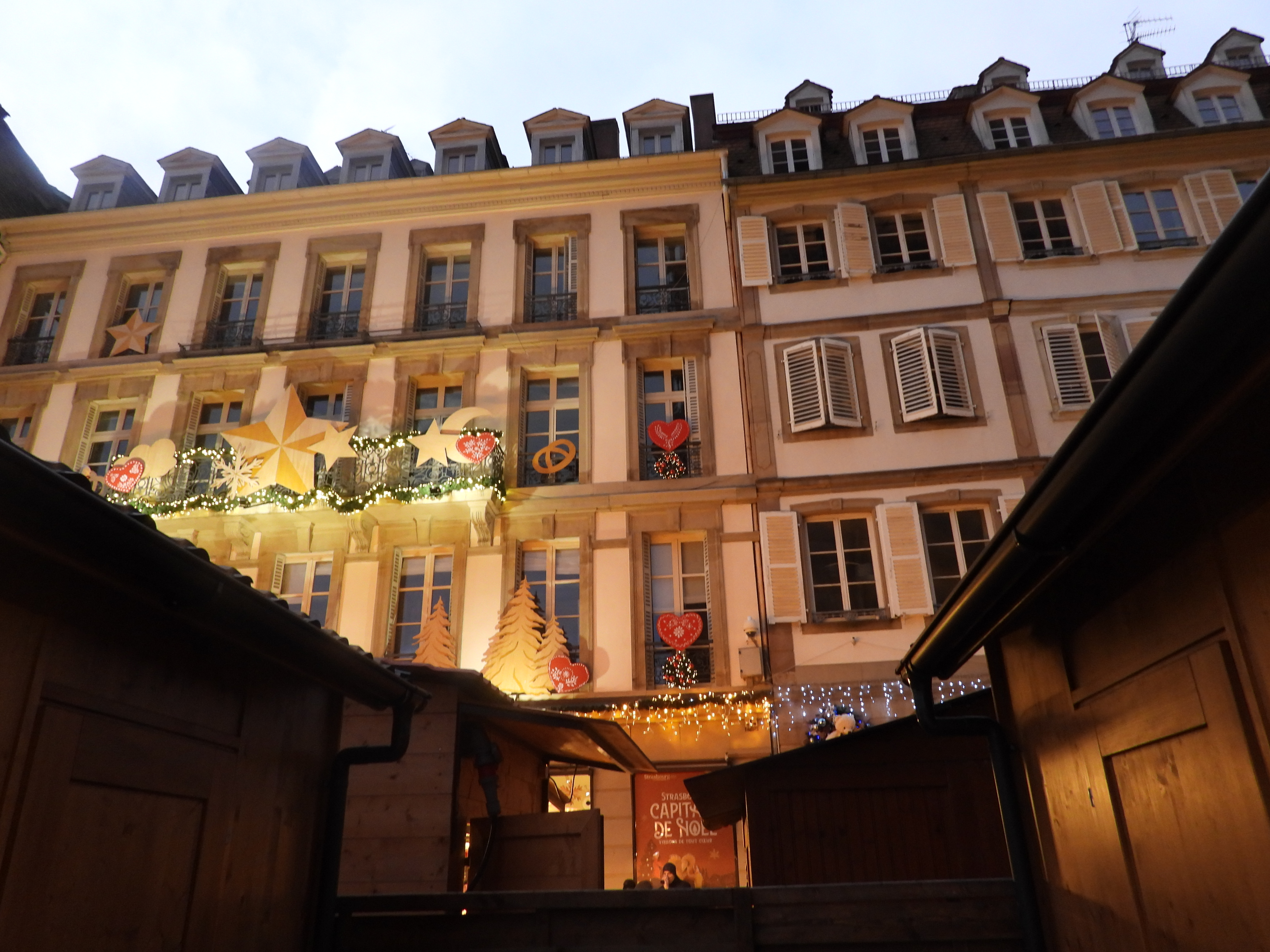
Gebäude in Straßburg ist mit Weihnachtsschmuck geschmückt

Straßburg selbst bezeichnet sich als La Capitale Noël („Weihnachtshauptstadt“). Traditionell sind in der Weihnachtszeit ähnlich wie im dänischen Tondern weite Teile der Innenstadt weihnachtlich geschmückt. Fast jedes Haus ist dabei individuell geschmückt.
Die Buden verteilen sich auf die ganze Stadt, wobei der Platz rund um das Straßburger Münster das Zentrum darstellt. Im Durchschnitt gibt es über 300 Buden an 12 Standorten. Dabei ist die komplette Altstadt festlich geschmückt und hell erleuchtet. Auf dem Kléberplatz steht der größte der vielen Weihnachtsbäume. Dieser erreichte 2010 eine Höhe von 32,50 m.
Zu den Highlights auf dem Weihnachtsmarkt gehören neben Crêpes, Flammkuchen und Quiche sowie vin chaud (Glühwein) auch Bredele, eine Form von Weihnachtsplätzchen. Zudem gibt es Produkte regionaler Handwerkskunst zu kaufen.
Jährlich kommen über eine Million Besucher auf den Straßburger Weihnachtsmarkt, womit er zu den beliebtesten in Europa zählt.
Der Straßburger Weihnachtsmarkt taucht zudem häufig in Rankings der „schönsten Weihnachtsmärkte in Europa“ auf.